# Sistema de navegación para automóviles

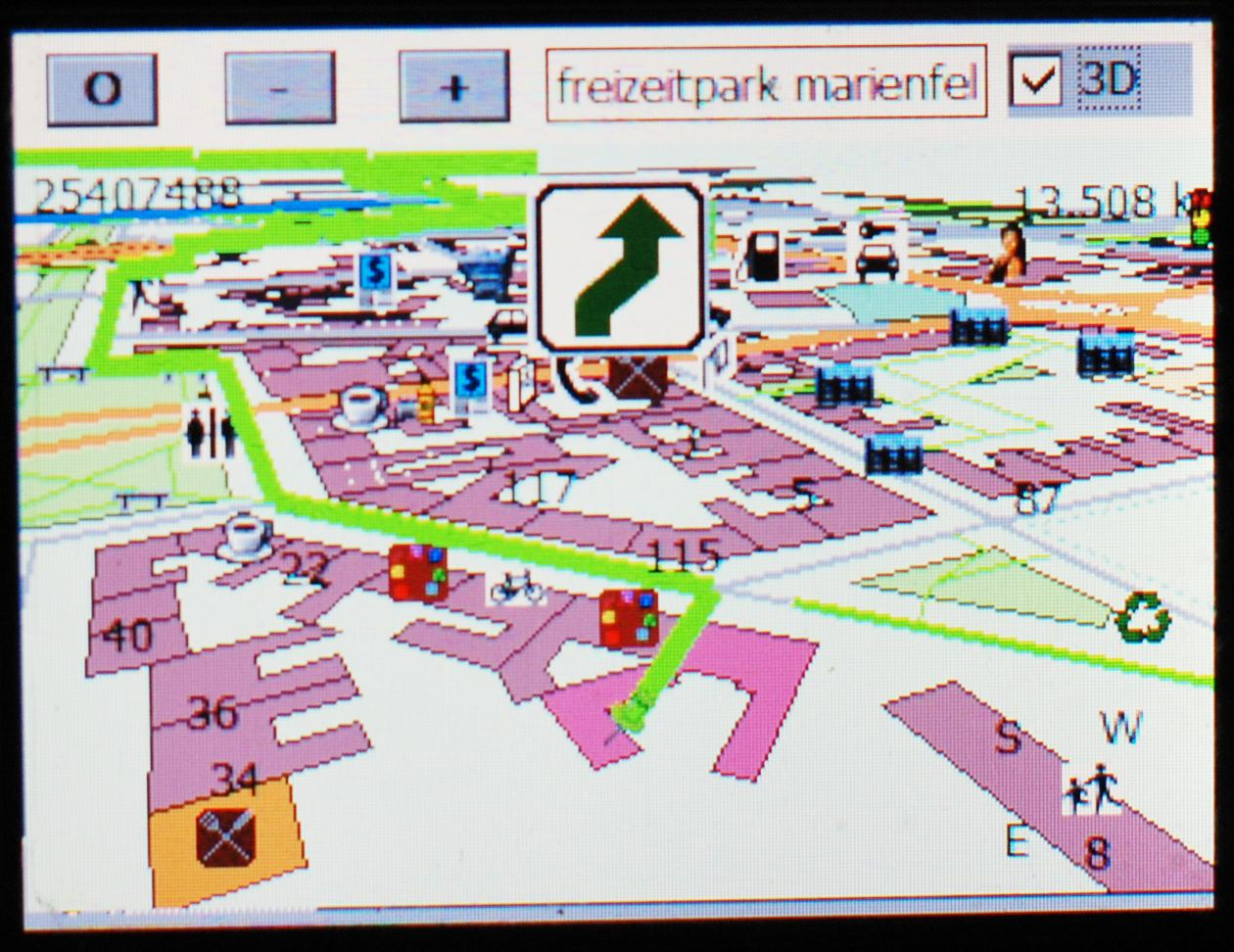
Navegación con Gosmore, un software de enrutamiento de código abierto, en un asistente de navegación personal con datos de mapas gratuitos de OpenStreetMap.

Un sistema de navegación automotriz, también conocido como navegador o navegador GPS, es parte del controles del automóvil o un complemento de terceros que se utiliza para encontrar la dirección en un automóvil.  Por lo general, utiliza un dispositivo navegación por satélite para obtener sus datos de posición que luego se correlacionan con una posición en una carretera.  Cuando se necesitan indicaciones, se puede calcular la ruta.  La información de tráfico sobre la marcha se puede utilizar para ajustar la ruta.
Se pueden usar giroscopios y acelerómetros para una mayor fiabilidad, ya que la pérdida de señal GPS o los trayectos múltiples puede ocurrir debido a cañones urbanos o túneles.
Matemáticamente, la navegación automotriz se basa en el problema de la ruta más corta, dentro de teoría de grafos, que examina cómo identificar la ruta que mejor cumple con algunos criterios (más corto, más barato, más rápido, etc.) entre dos puntos en una gran red.
Los sistemas de navegación automotriz son cruciales para el desarrollo de vehículos sin conductor.

## Historia
Los sistemas de navegación automotriz representan una convergencia de varias tecnologías diversas, muchas de las cuales han estado disponibles durante muchos años, pero eran demasiado costosas o inaccesibles.  Las limitaciones como las baterías, la pantalla y la potencia de procesamiento tuvieron que superarse antes de que el producto fuera comercialmente viable.
- 1961: Hidetsugu Yagi diseñó un sistema de navegación inalámbrico.  Este diseño seguía siendo primitivo y destinado al uso militar.
- 1966: General Motors Research (GMR) estaba trabajando en un sistema de navegación y asistencia no basado en satélites llamado DAIR (Driver Aid, Information & Routing).  Después de las pruebas iniciales, GM descubrió que no era una forma escalable o práctica de proporcionar asistencia de navegación.  Décadas más tarde, sin embargo, el concepto renacería como OnStar (fundado en 1996).[3]
- 1973: el Ministerio de Comercio e Industria Internacional (MITI) de Japón y Fuji Heavy Industries patrocinó CATC (Control Integral del Tráfico Automóvil), un proyecto de investigación japonés sobre sistemas de navegación para automóviles.[4]
- 1979: MITI estableció JSK (Asociación de Tecnología Electrónica para el Tráfico y la Conducción de Automóviles) en Japón.[4]
- 1980: Electronic Auto Compass con nuevo mecanismo en Toyota Crown.
- 1981: La investigación anterior de CATC conduce a la primera generación de sistemas de navegación para automóviles de compañías japonesas Honda, Nissan y Toyota.  Utilizaron la tecnología dead recuento.[4]

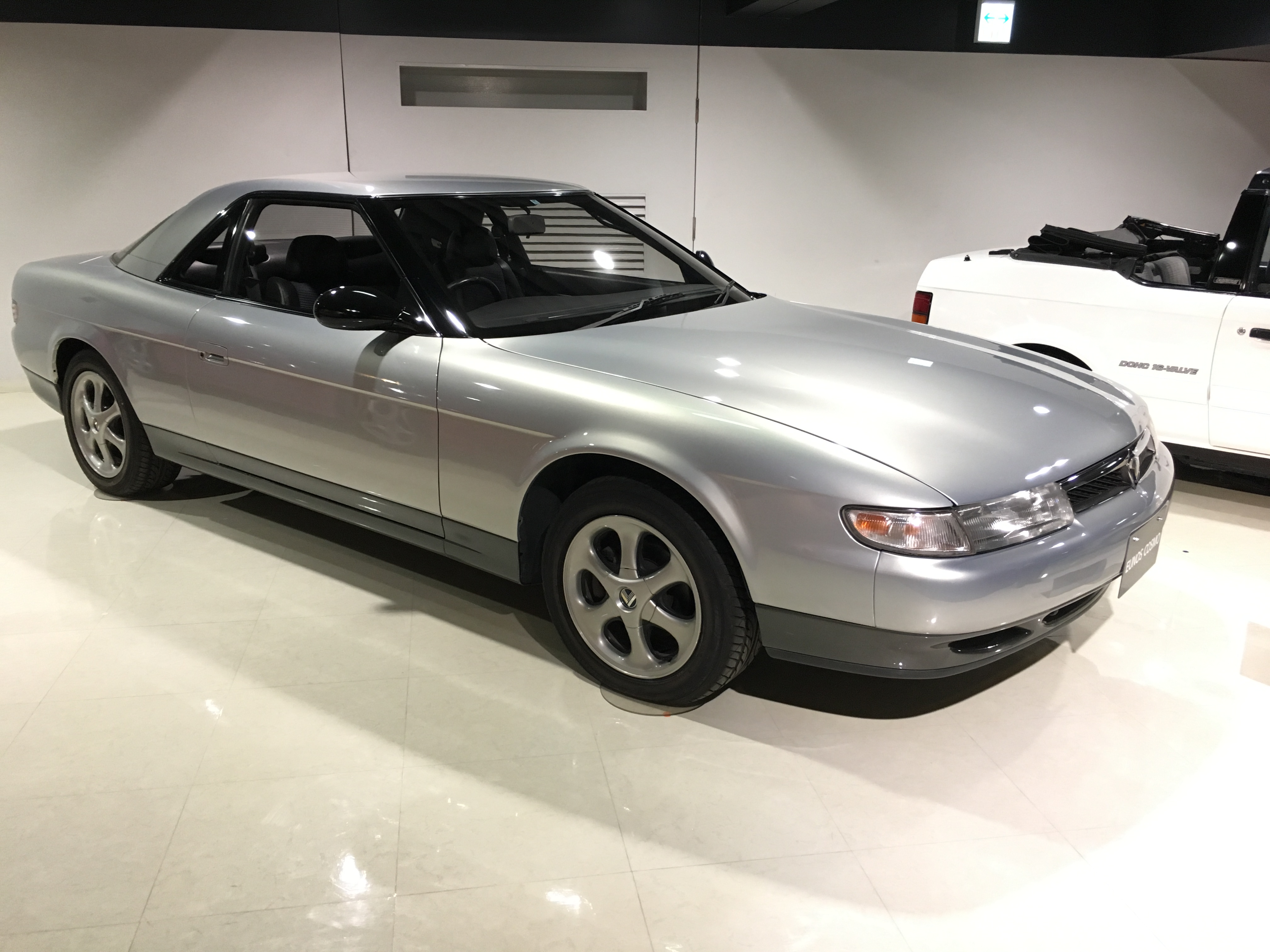
Mazda Eunos Cosmo fue el primer automóvil con navegación GPS

- Mazda Eunos Cosmo fue el primer automóvil con navegación GPS1981: El Electro Gyro-Cator de Honda fue el primer sistema de navegación para automóviles disponible comercialmente.  Utilizó sistemas de navegación inercial, que rastrearon la distancia recorrida, el punto de inicio y la dirección en la que se dirigía.[5] También fue el primero en mostrar un mapa.[4][6][7][8]
- 1981: Computadora de navegación en Toyota Celica (NAVICOM).[9]
- 1983: se fundó Etak.  Creó un sistema temprano que utilizaba la correspondencia de mapas para mejorar la instrumentación de cálculo muerto.  La información del mapa digital se almacenó en cintas de casete estándar.[10][11]
- 1987: Toyota presentó el primer sistema de navegación basado en CD-ROM del mundo en el Toyota Crown.[12][13][14]
- 1989: Gregg Howe de Design Works USA aplicó la computadora de navegación de $ 40,000 de Hunter Systems al concept car Magna Torrero.  Desarrollado originalmente para ubicar hidrantes para departamentos de bomberos, este sistema utilizaba señales satelitales y cálculos muertos mejorando la precisión general del sistema debido a las limitaciones civiles del GPS.  Este sistema también cuenta con un monitor de exploración de trama de color, en lugar de las pantallas de mapeo de vectores monocromáticas utilizadas por los predecesores.[15][16][17]
- 1990: Mazda Eunos Cosmo se convirtió en el primer automóvil de producción con GPS - sistema de navegación incorporado[18][19][20][21]
- 1991: Toyota introdujo la navegación GPS para automóviles en Toyota Soarer.
- 1991: Mitsubishi introdujo la navegación GPS para automóviles en Mitsubishi Debonair (MMCS: Mitsubishi Multi Communication System).[22]
- 1992: sistema de navegación GPS asistido por voz en Toyota Celsior.
- 1993: El canal austríaco ORF transmite una presentación de la compañía de software bitMAP y la invención de su jefe Werner Liebig, un mapa electrónico de la ciudad que incluye nombres de calles y números de casas, utilizando un sistema de navegación por satélite.  bitMAP asiste a Comdex en Las Vegas el mismo año, pero no logra comercializarse adecuadamente.[23][24][25]
- 1994: BMW Serie 7 E38 primer modelo europeo con navegación GPS.  El sistema de navegación se desarrolló en cooperación con Philips (Philips CARIN).[26]
- 1995: Oldsmobile introdujo el primer sistema de navegación GPS disponible en un automóvil de producción de los Estados Unidos, llamado GuideStar.[27]
- 1995: Dispositivo llamado "Asistente móvil" o corto, MASS, producido por la empresa ComRoad AG, con sede en Múnich, ganó el título de "Mejor producto en informática móvil" en CeBit por la revista Byte.  Ofrecía navegación paso a paso a través de una conexión inalámbrica a Internet, con GPS y sensor de velocidad en el automóvil.
- 1995: Acura introdujo el primer sistema de navegación basado en unidad de disco duro en 1996  RL.[28]
- 1997: sistema de navegación que utiliza GPS diferencial desarrollado como una opción instalada de fábrica en Toyota Prius[29]
- 1998: primer sistema de navegación basado en DVD introducido en  Toyota Progres.
- 2000: Estados Unidos puso a disposición una señal GPS más precisa para uso civil.[30]
- 2003: Toyota presentó el primer sistema de navegación basado en Unidad de disco duro y el primer sistema de navegación basado en DVD de la industria con un Control electrónico del acelerador
- 2007: Toyota presentó Map on Demand, una tecnología para distribuir actualizaciones de mapas a los sistemas de navegación para automóviles, desarrollada como la primera de su tipo en el mundo
- 2008: primera función del mundo vinculada al sistema de navegación ayuda de frenado y sistema de navegación vinculado al sistema Suspensión variable adaptable (NAVI/AI-AVS) en Toyota Crown
- 2016: La compañía tecnológica WayRay creó el primer sistema de navegación holográfica para coches, llamado Navion. Dicho sistema de navegación fue presentado en EL CES, la feria electrónica de consumo de Las Vegas, los años 2017, 2018 y 2019, con sus respectivas innovaciones en el sistema.  Este dispositivo superpone hologramas proyectados sobre el parabrisas del coche, la posición del vehículo sobre el mapa, letreros, señales de tráfico y obstáculos de las calles (vehículos, personas, etc.) a tiempo real y en sincronización con la ruta.  El objetivo de este sistema es hacer que la conducción sea más segura.[31]  Mediante un sistema AR (realidad aumentada), el navegador proyecta holográficamente toda la información sobre un film transparente adherido en el cristal del parabrisas, de forma que el conductor no aparta la vista de la carretera en ningún momento. El sistema de navegación también es capaz de proyectar textos y de permitir la interacción a través de voz y gestos, gracias a la opción de conexión a través del móvil mediante Bluetooth.[32]  El equipo consigue integrar lo que ocurre delante del vehículo en el mapa cartográfico en tiempo real mediante una cámara Full HD. Este proceso se denomina SLAM.[31]

## Tecnología

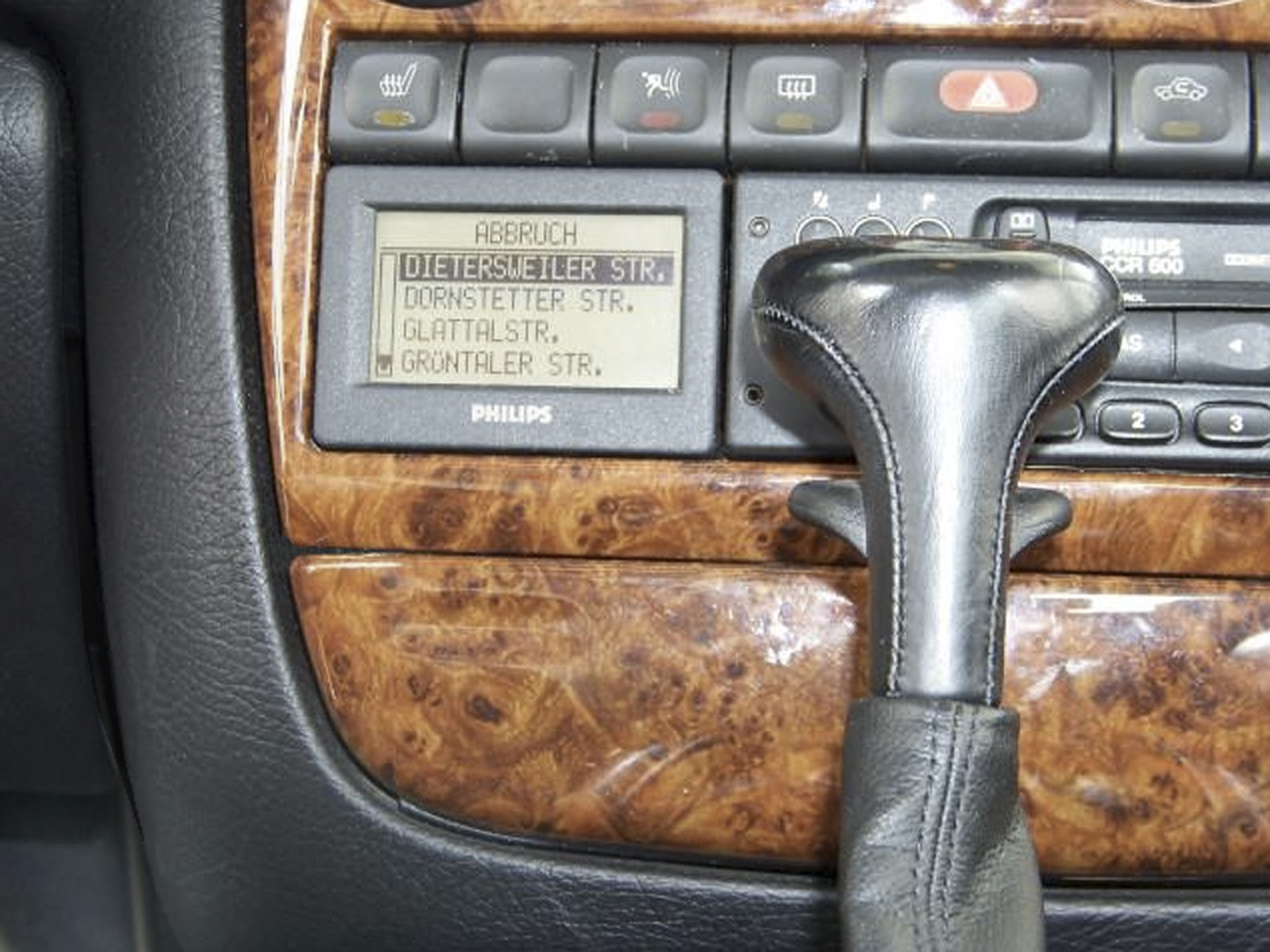
Un sistema GPS diseñado por Philips en un vehículo Opel Omega 1995

La base de datos de carreteras es un mapa vectorial.  Los nombres de calles o números y números de casas, así como  puntos de interés (waypoints), están codificados como coordenadas geográficas.  Esto permite a los usuarios encontrar el destino deseado por la dirección de la calle o como coordenadas geográficas.  (Ver gestión de la base de datos del mapa.)
Los formatos de bases de datos de mapas son casi uniformemente propietarios, sin estándares industriales para los mapas de navegación por satélite, aunque algunas compañías están tratando de abordar esto con SDAL y Estándar de datos de navegación (NDS).  Los proveedores de datos de mapas como Tele Atlas y Navteq crean el mapa base en un formato GDF (Archivos de datos geográficos), pero cada fabricante de productos electrónicos lo compila de una manera optimizada, generalmente patentada.  GDF no es un estándar de CD para sistemas de navegación para automóviles.  GDF se utiliza y se convierte en el CD-ROM en el formato interno del sistema de navegación.  CDF (Formato de base de datos CARiN) es un formato de mapa de navegación patentado creado por Philips.
SDAL es un formato de mapa patentado desarrollado por Navteq, que fue lanzado libre de regalías con la esperanza de que se convierta en un estándar de la industria para los mapas de navegación digital, no ha sido ampliamente adoptado por la industria.  Los proveedores que usaron este formato incluyen:
- Microsoft
- Magellan
- Pioneer
- Panasonic
- Clarion
- InfoGation

### Estándar de datos de navegación (NDS)
La iniciativa Estándar de datos de navegación (NDS) es una agrupación industrial de fabricantes de automóviles, proveedores de sistemas de navegación y proveedores de datos de mapas cuyo objetivo es la estandarización del formato de datos utilizado en los sistemas de navegación de automóviles, así como permitir una actualización de mapas capacidad.  El esfuerzo de NDS comenzó en 2004 y se convirtió en una asociación registrada en 2009. La estandarización mejoraría la interoperabilidad, específicamente al permitir que los mismos mapas de navegación se utilicen en sistemas de navegación desde 20 fabricantes. Empresas involucradas incluir BMW, Volkswagen,  Daimler, Renault, ADIT, Aisin AW, Alpine Electronics, Navigon, Navis-AMS,  Bosch, DENSO, Mitsubishi, Harman International Industries, Panasonic, Preh Car Connect anteriormente TechniSat, PTV, Continental AG,  Clarion, Navteq, Navinfo   Archivado el 1 de agosto de 2020 en Wayback Machine., TomTom y Zenrin.

#### Medios
La base de datos de carreteras se puede almacenar en  memoria de solo lectura de estado sólido (ROM), medios ópticos (CD o DVD), estado sólido memoria flash  , medios magnéticos (disco duro), o una combinación.  Un esquema común es tener un mapa base permanentemente almacenado en la ROM que se puede aumentar con información detallada para una región que le interese al usuario. Una ROM siempre se programa en la fábrica;  los otros medios pueden ser preprogramados, descargar editados desde un CD o DVD a través de una conexión computadora o inalámbrica (bluetooth, Wi-Fi), o directamente utilizado utilizando un lector de tarjetas.
Algunos fabricantes de dispositivos de navegación proporcionan actualizaciones de mapas gratuitas para sus clientes.  Estas actualizaciones son
a menudo se obtiene del sitio web del proveedor, al que se accede conectando el dispositivo de navegación a una PC.

### Datos en tiempo real
Algunos sistemas pueden recibir y mostrar información en  congestión de tráfico utilizando  TMC,  RDS o mediante transmisión de datos GPRS / 3G a través de teléfonos móviles.
En la práctica, Google ha actualizado Google Maps para Android e iOS para alertar a los usuarios cuando una ruta más rápida esté disponible en 2014. Este cambio ayuda a integrar datos en tiempo real con información sobre las partes más distantes de una ruta.

### Integración y otras funciones
- Las pantallas a color LCD en algunos sistemas de navegación automotriz también se pueden usar para mostrar transmisiones televisión o DVD películas.
- Algunos sistemas se integran (o comunican) con teléfonos móviles para manos libres hablar y SMS (es decir, usando Bluetooth o Wi-Fi  ).
- Los sistemas de navegación automotriz pueden incluir gestión de información personal para reuniónes, que se pueden combinar con un sistema de información de tráfico y transporte público.

### Equipo original de fábrica
Muchos fabricantes de vehículos ofrecen un dispositivo de navegación GPS como opción en sus vehículos.  Por lo tanto, los clientes cuyos vehículos no se enviaron con GPS pueden comprar y actualizar la unidad GPS original suministrada de fábrica.  En algunos casos, esta puede ser una instalación sencilla "plug-and-play" si el arnés de cableado requerido ya está presente en el vehículo.  Sin embargo, con algunos fabricantes, se requiere un nuevo cableado, lo que hace que la instalación sea más compleja.
El principal beneficio de este enfoque es una instalación integrada y estándar de fábrica.  Muchos sistemas originales también contienen un gyrocompass y / o un acelerómetro y pueden aceptar la entrada del  sensores de velocidad del vehículo y la salida de señal de activación de marcha atrás, lo que les permite navegar a través de cálculo muerto cuando una señal GPS no está disponible temporalmente. Sin embargo, los costos pueden ser considerablemente más altos que otras opciones.

### SMS
Establecer puntos de interés en tiempo real y transmitirlos a través de redes de telefonía celular GSM utilizando el  Servicio de mensajes cortos (SMS) se conoce como Gps2sms.  Algunos vehículos y embarcaciones están equipados con hardware que puede enviar automáticamente un mensaje de texto SMS cuando ocurre un evento en particular, como robo, ancla deriva o avería.  La parte receptora (por ejemplo, una grúa) puede almacenar el punto de referencia en un sistema informático, dibujar un mapa que indique la ubicación o verlo en un sistema de navegación automotriz.

## Visualización

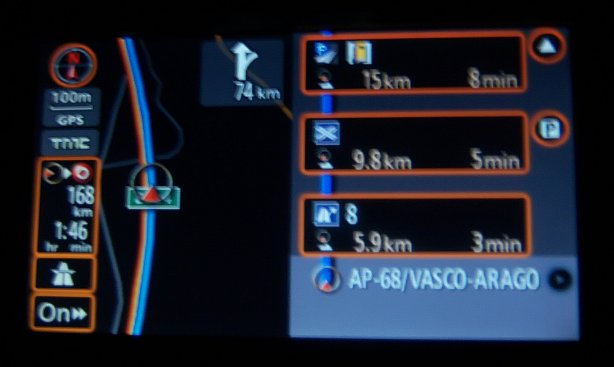
Pantalla táctil del navegador GPS de un Toyota Rav4. La imagen muestra el mapa de localización del vehículo, los kilómetros que faltan para alcanzar el destino, el tiempo estimado llegada, la distancia que resta para el próximo evento, la denominación de la carretera por donde se está circulando y las próximas salidas que hay en la autopista, su tipología, distancia y tiempos estimados para alcanzarlas.

Los sistemas de navegación son una combinación de:
- vista general de la ciudad de destino
- vista de la carta en rotación tal como el vehículo
- vista aérea del área que se va cartografiando, y de los lugares más adelante (en la siguiente curva...)
- unión por líneas de distintos puntos distanciados, redundante, si se está usando una carta rotativa
- números para la distancia

## Base de datos de calles